# Poa alpigena
Poa alpigena là một loài thực vật có hoa trong họ Hòa thảo. Loài này được Lindm. miêu tả khoa học đầu tiên năm 1918.